# George Darden

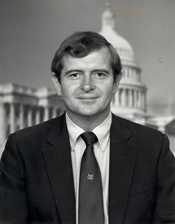
George Darden

George Washington „Buddy“ Darden (* 22. November 1943 im Hancock County, Georgia) ist ein US-amerikanischer Politiker. Zwischen 1983 und 1995 vertrat er den Bundesstaat Georgia im US-Repräsentantenhaus.

## Leben
George Darden besuchte bis 1961 die Sparta High School und studierte danach bis 1965 an der University of Georgia in Athens. Nach einem anschließenden Jurastudium an derselben Universität und seiner im Jahr 1967 erfolgten Zulassung als Rechtsanwalt begann er in seinem neuen Beruf zu arbeiten. Zwischen 1968 und 1972 fungierte er als stellvertretender Bezirksstaatsanwalt im Cobb County; von 1973 bis 1976 war er dort regulärer Bezirksstaatsanwalt.
Politisch wurde Darden Mitglied der Demokratischen Partei. Zwischen 1980 und 1983 saß er als Abgeordneter im Repräsentantenhaus von Georgia. Nach dem Tod des Kongressabgeordneten Larry McDonald, der ein Opfer des Abschusses von Korean-Airlines-Flug 007 war, wurde Darden bei der fälligen Nachwahl für den siebten Sitz von Georgia als dessen Nachfolger in das US-Repräsentantenhaus in Washington, D.C. gewählt, wo er am 8. November 1983 sein neues Mandat antrat. Nach fünf Wiederwahlen konnte er bis zum 3. Januar 1995 im Kongress verbleiben. Dort wurde 1992 der 27. Verfassungszusatz verabschiedet.
Bei den Kongresswahlen des Jahres 1994 unterlag Darden dem Republikaner Bob Barr. Im Jahr 2002 strebte er erfolglos die Nominierung seiner Partei für die in diesem Jahr anstehenden Kongresswahlen an. In den Jahren 1996, 2000 und 2004 war er Delegierter zu den jeweiligen Democratic National Conventions. Seit seinem Ausscheiden aus dem US-Repräsentantenhaus war Darden Mitglied in verschiedenen Kommissionen und Ausschüssen. Unter anderem war er zwischen 1999 und 2003 in der juristischen Kommission des Staates Georgia tätig, die für die Richterernennungen verantwortlich ist. Zwischen 2002 und 2007 war Darden Vorsitzender des Kuratoriums des LaGrange College. Für seine Verdienste in dieser Eigenschaft wurde ihm 2007 die Ehrendoktorwürde verliehen.
Seit 1995 ist George Darden Partner in der in Atlanta ansässigen Rechtsanwaltspraxis McKenna, Long and Aldrich. Seit 1968 ist er mit Lillian Budd verheiratet, mit der er zwei Kinder hat. Privat lebt die Familie in Marietta.